# Can Saragossa
Can Saragossa o Can Xardó és un mas del municipi de Lloret de Mar (Selva) que forma part de l'Inventari del Patrimoni Arquitectònic de Catalunya. La masia està situada al cim d'un petit turó, dins el nucli urbà de Lloret, a la Carretera de Tossa, entre els carrers Girona i Joaquim Ruyra. La casa està rodejada per uns antics jardins, envoltats d'un bosc d'alzines. Encara manté la mateixa fesomia del palau que fou bastit el 1902. Les reformes modernistes del segle xix el van convertir en un lloc d'estiueig de luxe, fins a la seva adaptació com a hotel, l'any 1954. Actualment acull exposicions permanents d'arqueologia ibèrica, la Col·lecció Joan Llaverias i alguns serveis de l'Ajuntament de Lloret de Mar.

## Descripció de l'edifici
Es tracta d'un immoble d'estil neogòtic que consta de tres plantes i que està cobert amb una teulada a dues aigües de vessants a laterals. L'immoble està ubicat en una espècie de terrassa, la qual antigament estava coberta, en la part frontal, per una gran balustrada, les restes de la qual són escasses i es troben disseminades pels voltants. L'edifici està format per un volum de planta gairebé quadrada, de 16,5 m per 17 m², amb una superfície d'uns 290 m². Consta de planta baixa i dos pisos, que encara conserven les línies de distribució interior pensades durant la remodelació de l'any 1902. Les façanes de la casa tampoc han patit canvis importants des de principis del segle xx.

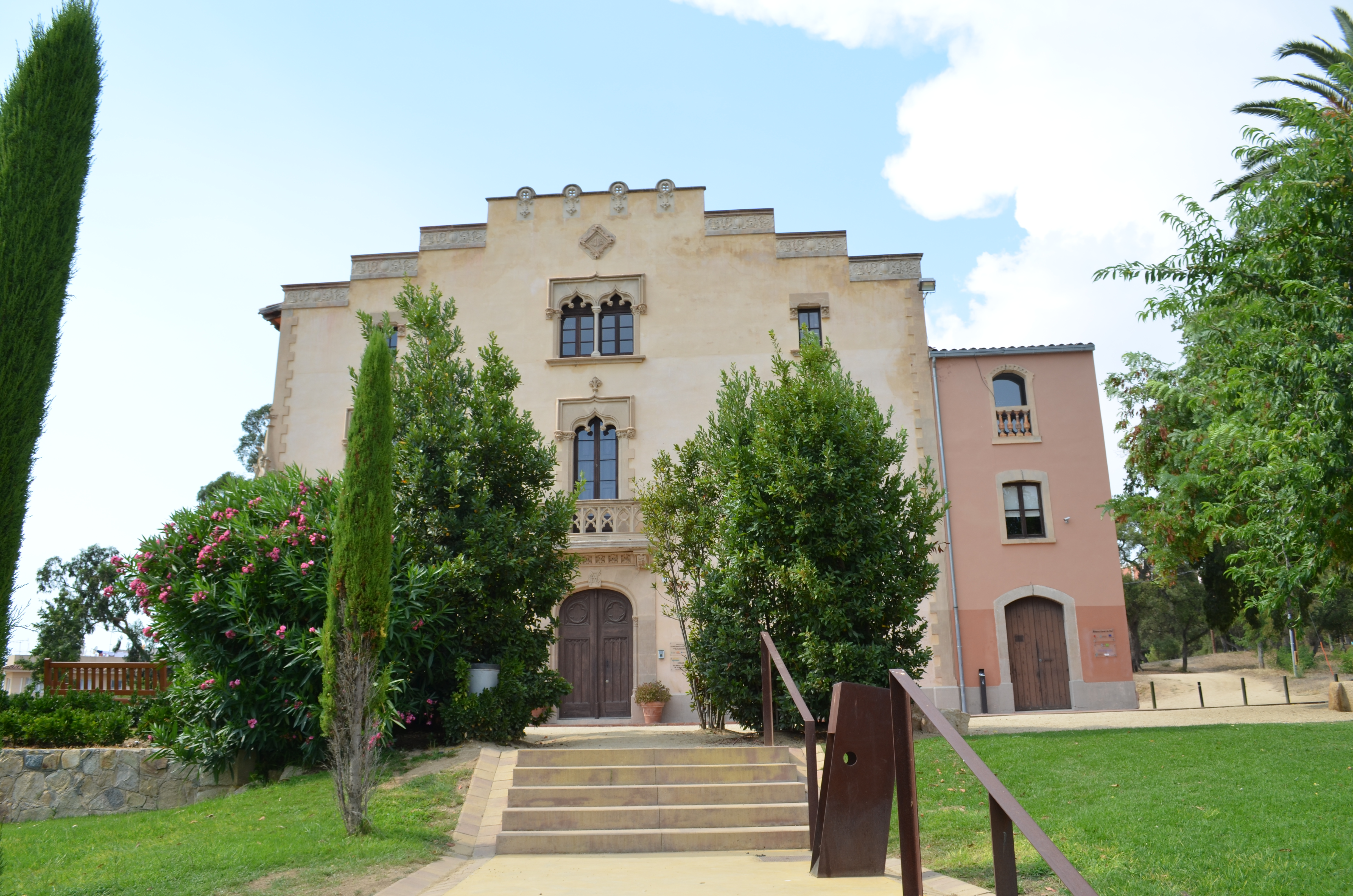
Façana de Can Saragossa

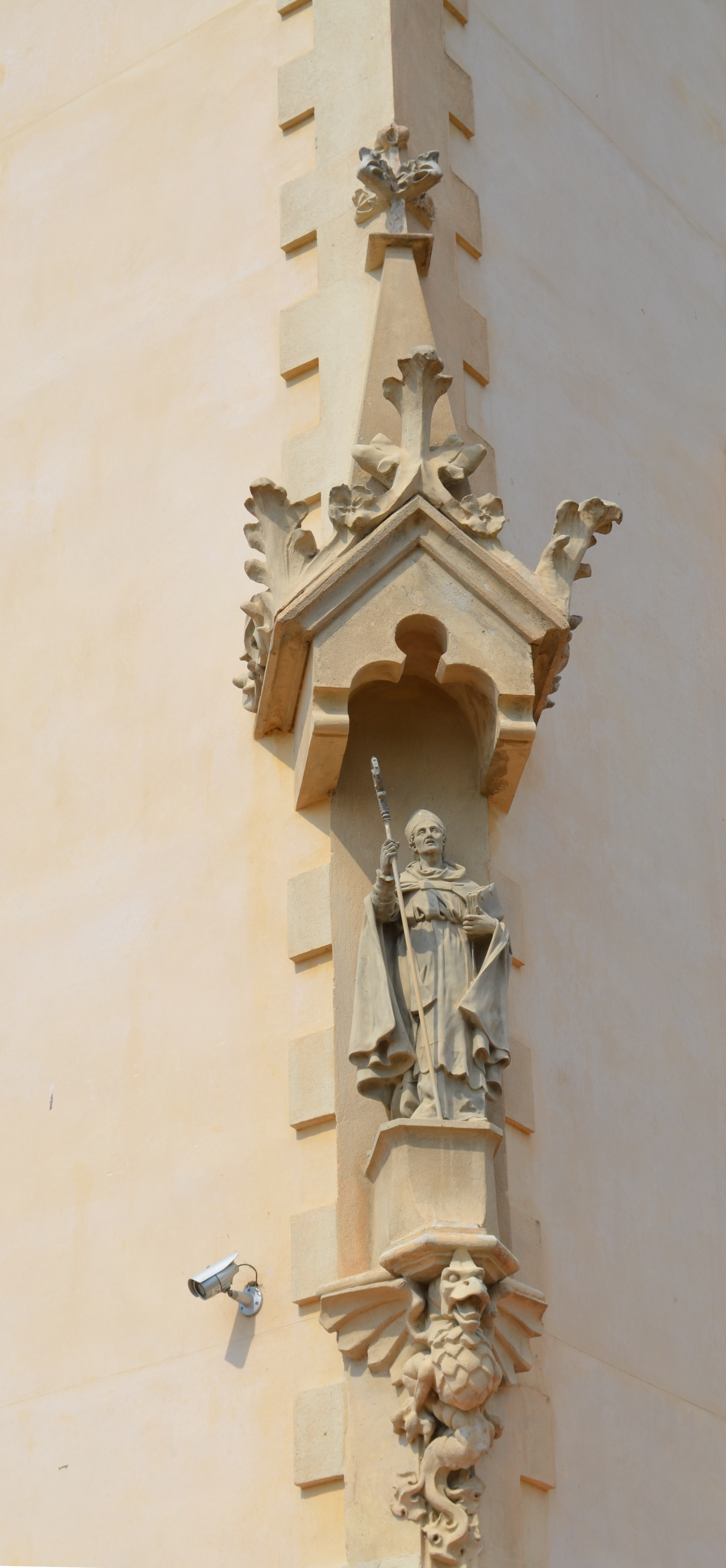
Detall de la imatge que decora la cantonada de la façana de Can Saragossa

La façana evidencia clarament que l'immoble està estructurat internament en tres crugies. La planta baixa consta de tres obertures, com són el portal d'accés, coronat amb les inicials fusionades de "N i S", el qual es troba flanquejat per dues obertures gòtiques d'arc conopial, bastant auster i senzill en comparació amb els magnífics exemplars que trobem als dos pisos superiors.
En el primer pis hi ha tres obertures. Les dues dels extrems actuen com a finestra, mentre que la del centre és projectada com a balconada i equipada amb una penya volada molt robusta de pedra, suportada per dues mènsules, i amb una barana molt esvelta i elegant. Tanmateix les tres obertures difereixen únicament en la funcionalitat, ja que pel que fa a la resta comparteixen les mateixes característiques compositives i ornamentals: com ara les impostes, les quals actuen com a culs de llàntia i que s'han traduït a la pràctica en fulles d'acant, de les quals arrenquen els respectius guardapols coronats al centre amb una cresteria floral i que aixopluguen i resguarden a l'interior l'arc conopial lobulat.
En el segon pis trobem tres obertures. Als dos extrems de la façana tenim dues petites finestres -una per banda- amb les impostes decorades amb ornamentació de tall vegetal i ampit treballat. Mentre que al centre trobem una finestra geminada o doble, que recull les mateixes característiques que les obertures del pis anterior - les impostes, les quals actuen com a culs de llàntia i que s'han traduït a la pràctica en fulles d'acant, de les quals arrenquen els respectius guardapols que aixopluguen i resguarden a l'interior l'arc conopial lobulat-. Difereixen únicament en el fet que la finestra geminada del segon pis no està coronada amb una cresteria floral, com sí que ho estan les tres finestres del primer pis.
Tanca la façana, en la part superior, un escut de tipologia romboidal, ornat als quatre punts cardinals amb decoració de tall vegetal i floral, al centre del qual es pot apreciar la data de "1902".
L'immoble està cobert amb una teulada a dues aigües de vessants a laterals. Per tal de dissimular aquesta solució tan arquetípica, s'ha optat per esglaonar la coberta en diferents estrats, imitant, així, els esglaons d'una escala. Uns esglaons els quals estan profusament ornats amb uns frisos d'inspiració vegetal igual que la decoració del cos central, amb aquestes carnoses i voluptuoses fulles culminades en medallons circulars.
Tot l'entramat que ornamenta les obertures és totalment fals, com ara els culs de llàntia, els guardapols, la balconada del primer pis, o els frisos de la coberta esglaonada, etc. Cap d'aquests elements és de pedra autèntica sinó que per tal de reduir costos com pel fet d'evitar problemes en la sustentació d'uns elements tant pesants s'ha optat pel recurs del maó arrebossat o el ciment modificat a través de motlles. Aquest fet salta ràpidament a la vista. L'únic element verídic de pedra, és la penya volada de la balconada central del primer pis.
A l'extrem dret de la façana, enquestada en el bell mig de la cantonada, trobem emplaçada una estàtua. La imatge descansa sobre un basament, el qual està suportat per un drac de cos sencer alat i està coberta per un petit tabernacle, cobert amb una teulada a dues aigües de vessants a laterals i profusament decorada amb una ornamentació d'inspiració vegetal i floral. El personatge, de cos sencer, està bastant ben resolt des del punt de vista estètic com així ho acrediten diversos elements, des del drapejat amb aquestes voluptuoses i espesses arrugues que imiten a la perfecció les túniques dels bisbes; passant per la corporeïtat verídica del personatge i fins a arribar a l'expressió colpidora tant dels ulls i de la cara com la gestualitat tan enèrgica i amb tanta convicció amb què agafa el bastó amb la mà dreta i el llibre amb l'esquerra, empenyent-lo amb força cap a ell. Pels trets iconogràfics que presenta, com ara la identitat de bisbe, dotat de la mitra, el bastó i el llibre, tot fa pensar que es tracta de la imatge de Sant Romà, patró de Lloret.
A l'esquerra del cos principal, hi ha adossat un cos més senzill, de construcció posterior. Es tracta d'un edifici de tres plantes, cobert amb una teulada a dues aigües de vessants a façana. Aquest cos postís està equipat amb tres obertures - una per pis-, les quals són totalment irrellevants, ja que a diferència de les obertures del cos principal, les quals estan profusament ornamentades, aquestes tres no acumulen ni han rebut cap mena de tractament destacat i, per tant, estan desproveïdes de qualsevol mena de gràcia compositiva. Aquest cos es desmarca i es desvincula visualment del cos central arran del tractament cromàtic tan dispar que ha rebut - el cos central en un to groc, mentre que aquest cos postís un vermell apagat tendint cap al rosa-.

## Història
L'existència documental del mas es remunta al 1317, any del primer capbreu que es conserva a l'arxiu capitular de Girona. Seguim tenint notícia del mas en diversos capbreus del segle xiv. Les primeres obres documentades del mas són de l'any 1556. Segueix apareixent als capbreus durant els segles següents, fins al segle xviii. En tots ells, apareix com una propietat petita i senzilla. Però, entre 1631 i 1872, les fonts documentals demostren que els diferents hereus Saragossa van fer obres a la casa per condicionar-la a les noves exigències de la família que havia millorat de nivell de vida. Narcís Saragossa Ametller, de professió metge cirurgià, que va heretar la propietat el 1885, va emprendre les obres més importants de remodelació, entre 1874 i 1902. L'any 1954 es va reformar i adaptar el mas per convertir-lo en un hotel. L'Hotel, anomenat "Mañana", va funcionar durant uns deu anys. L'any 1984 l'Ajuntament de Lloret de Mar va comprar l'edifici. Arquitectònicament, Can Saragossa es classificaria dins el corrent neogòtic de l'arquitectura modernista. El projecte es va fer per encàrrec de Narcís Saragossa Ametller (propietari del mas des de 1895, i que va morir l'any 1908) i va ser realitzat pel mestre d'obres Joan Lluhí Rissech.